# Dolnohbitský maďal
Jírovec maďal v Dolních Hbitech je památný strom okresu Příbram. Jedná se o mohutný strom, který se rozvětvuje z jednoho místa, pod rozvětvením jsou na kmeni jen tenké větvičky v místech po odřezaných větvích. Jeho stáří se odhaduje na 220 let.

## Základní údaje
- Název: Jírovec maďal v Dolních Hbitech
- Vyhlášení: 20. 10. 1981
- Výška: 23 m
- Obvod kmene ve výšce 130 cm: 366 cm (v roce 2012)
- Popis lokality: naproti vstupu do kostela, u morového kříže
- Zdravotní stav: strom vitální, ošetřen v roce 2007
- Důvod ochrany: solitérní mohutný strom se silným kmenem[1]

## Fotogalerie

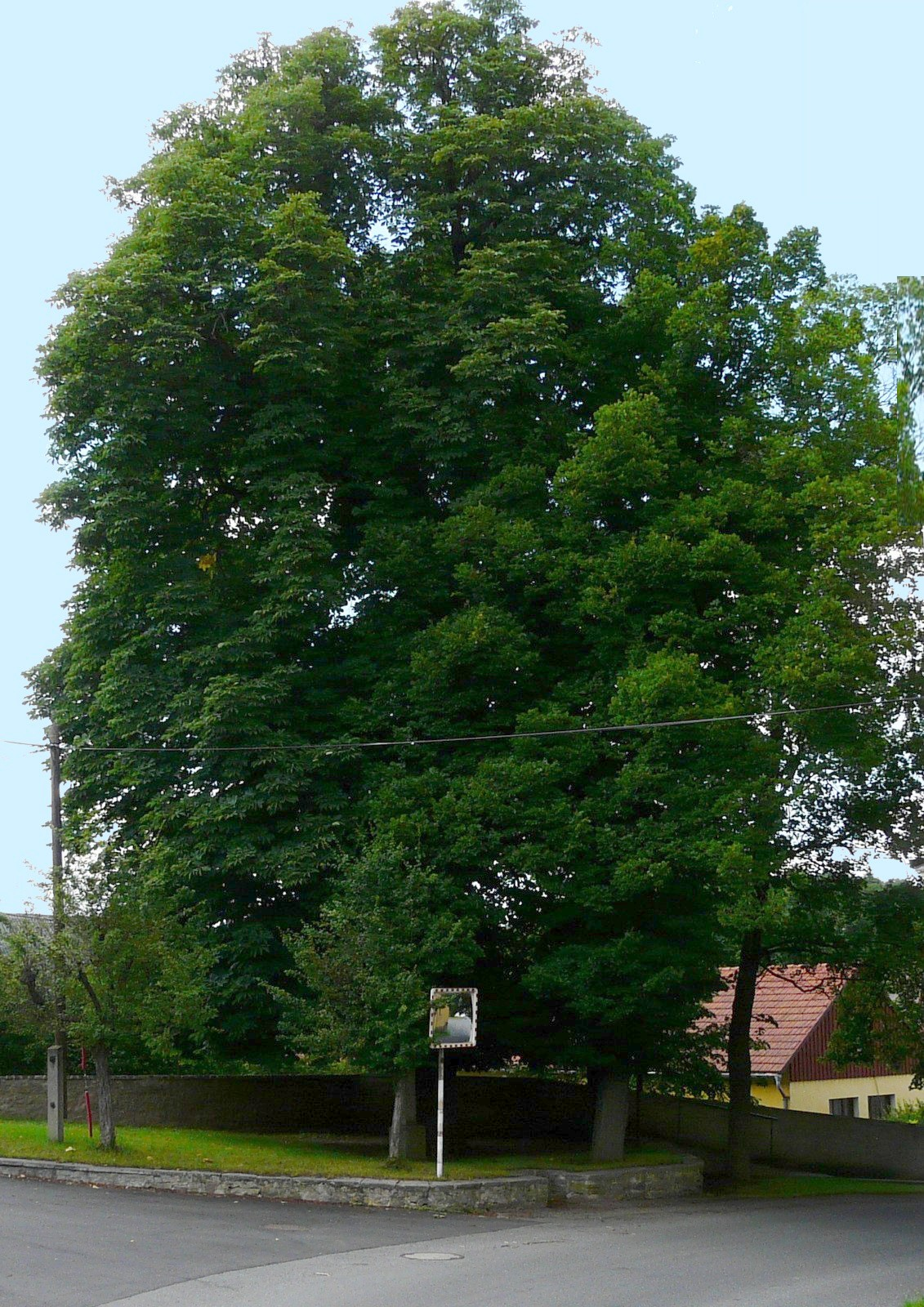
Od jihu
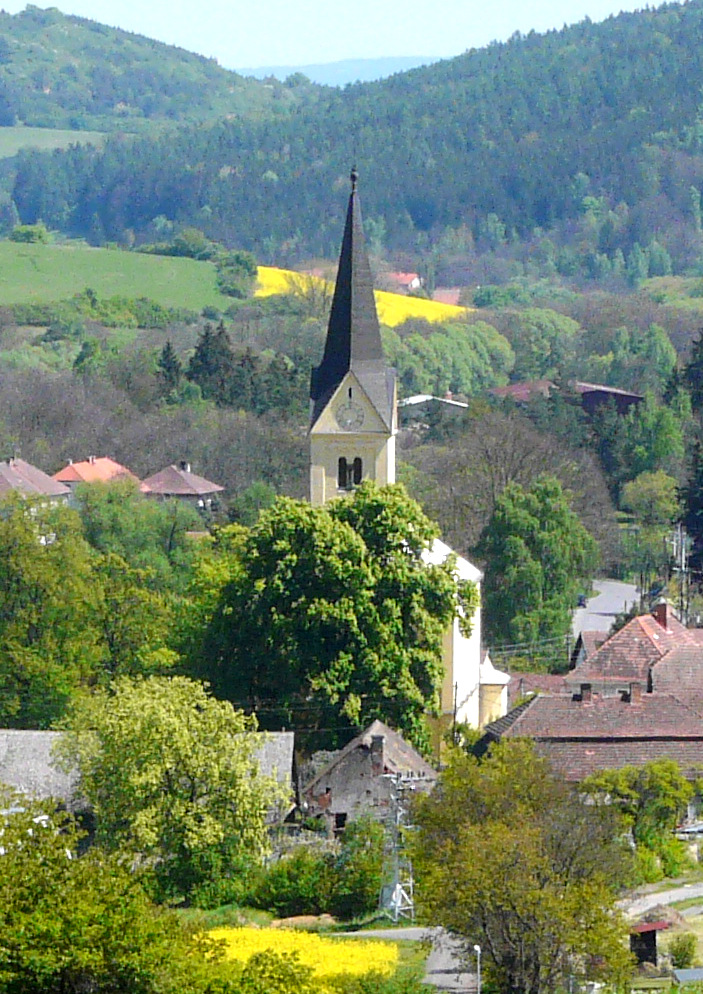
Kaštan plný zeleně
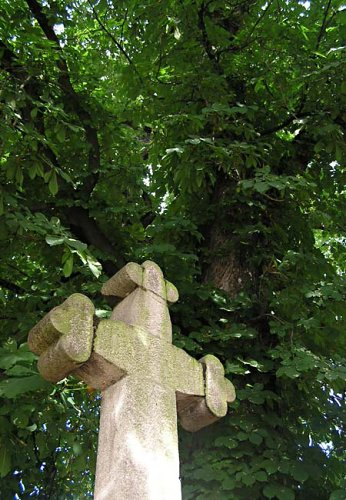
Morový kříž pod kaštanem
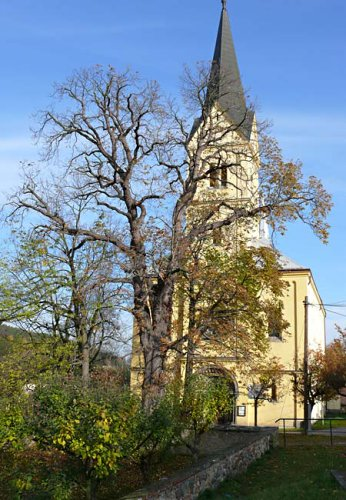
Podzimní pohled
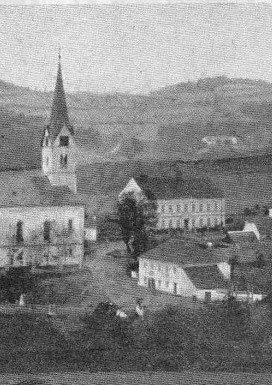
V roce 1900